# Patricio Carrillo Rosero
Hernán Patricio Carrillo Rosero (Ambato, 9 de mayo de 1964) es un político y policía (servicio pasivo) ecuatoriano, con el rango de general.
Fue ministro del Interior de Ecuador, desde marzo hasta septiembre de 2022; en el gobierno de Guillermo Lasso. Fue el comandante general de Policía Nacional de la República del Ecuador, entre 2020 a 2021; en el gobierno de Lenín Moreno.

## Biografía
Hernán Patricio nació el 9 de mayo de 1964, en la ciudad ecuatoriana de Ambato.
Tras realizar su formación y recibir el Bachiller a los 19 años, ingresa en la Escuela Superior de Policía "Gral. Alberto Enríquez Gallo", donde se graduó de Subteniente, en julio de 1987.
Obtuvo el doctorado en Administración, por la Universidad Técnica Particular de Loja. Tiene una maestría en Diseño de Políticas Públicas, por la Universidad de Chile y la Academia Federal del Brasil.
Tiene un diplomado en Gerencia de la Calidad, por la Pontificia Universidad Católica del Ecuador y un diplomado en Seguridad Ciudadana otorgado, por la Facultad Latinoamericana de Ciencias Sociales (Flacso). Su formación académica ha sido en: Brasil, Colombia, Chile, España, Estados Unidos, México, Israel, Reino Unido y Rusia.

### Policía
En abril de 2016, fue el encargado de la seguridad en la zona destruida de Pedernales, en el terremoto de 2016.
Fue director general de Operaciones de la Policía Nacional; donde tuvo que dirigir, en julio de 2019, las operaciones contra la minería ilegal en la parroquia Buenos Aires (Imbabura).
El 10 de enero de 2020, fue nombrado por el entonces presidente Lenín Moreno, como comandante general de Policía Nacional de la República del Ecuador. La ceremonia de relevo de mando fue el 11 de febrero, donde la ministra de Gobierno María Paula Romo lo posesionó; el general Nelson Villegas (saliente), le hizo entrega de los símbolos de mando.

### Ministro del Interior

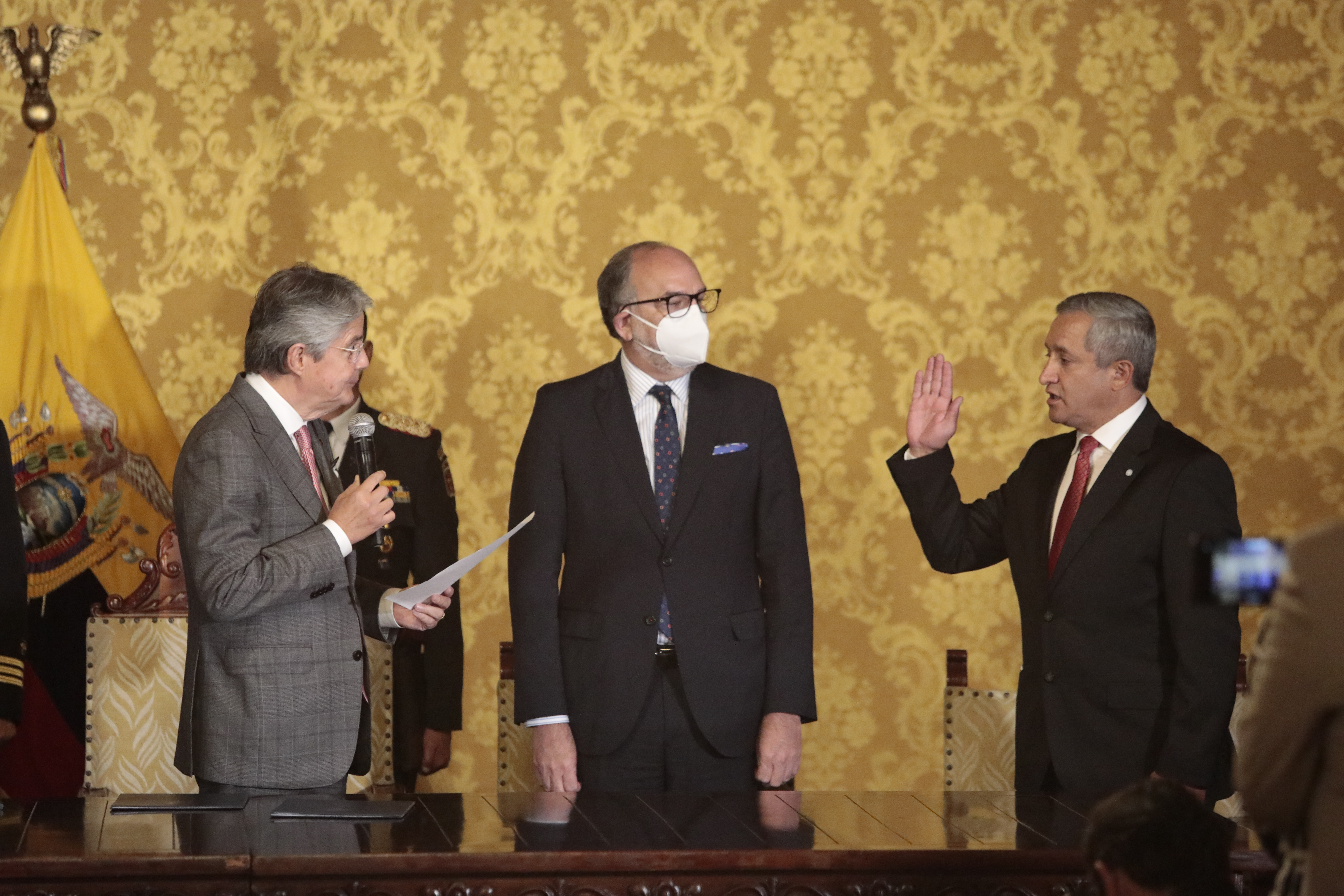
Carrillo durante su posesión como ministro, el 30 de marzo de 2022.

El 30 de marzo de 2022, fue nombrado y posesionado por el presidente Guillermo Lasso, como Ministro del Interior; esto tras haberse separado el Ministerio de Gobierno.
Tras varios sucesos en el país, especialmente en el homicidio de María Belén Bernal el 21 de septiembre del mismo año, el presidente Lasso pidió su renuncia al cargo, dos días después.  El 23 de febrero de 2023, fue censurado por la Asamblea Nacional, acusado de incumplir sus funciones en el caso Bernal y por su gestión durante el Paro Nacional.

### Asambleísta
Posteriormente, el 12 de junio de 2023, y con la activación de la «muerte cruzada», inscribió su candidatura para una curul en la Asamblea Nacional, auspiciado por el Movimiento Construye, junto con Fernando Villavicencio a la presidencia. Según él, aunque esté censurado por la Asamblea, "la ley no prohíbe ser candidato, un cargo de elección popular".Entre sus propuestas estuvieron impulsar leyes y reformas de seguridad, justicia y riesgos.
En las elecciones legislativas de 2023, fue electo asambleísta nacional principal, parte de la segunda lista más votada.El 20 de septiembre, miembros del Movimiento Revolución Ciudadana presentaron una acción de protección con medidas cautelares para que Carrillo.
El 14 de noviembre, Carrillo presentó una acción de protección con medidas cautelares para poder posesionarse. El 17 de noviembre, en la sesión legislativa inaugural, no asistió debido a su impedimento legal y fue reemplazado por su alterna Nataly Morillo, en cambio Adriana García lo reemplazó en la mesa directiva inaugural. La noche de ese mismo día, un juez del Tribunal Penal de Quitumbe negó su medida cautelar "por improcedente". Mencionó vía X, que la Corte Interamericana de Derechos Humanos se pronunciaría "sobre esta manifiesta agresión política".